# 어느 멋진 날 (텔레비전 프로그램)
어느 멋진 날은 MBC MUSIC에서 방송되고 있는 여행 리얼리티 프로그램 시리즈이다.

## 시리즈 목록
| 시즌 | 제목                       | 방송일                             |
| ---- | -------------------------- | ---------------------------------- |
| 1    | 샤이니의 어느 멋진 날      | 2013년 2월 12일 ~ 2013년 4월 16일  |
| 2    | B1A4의 어느 멋진 날        | 2014년 7월 21일 ~ 2014년 9월 8일   |
| 3    | 에일리&엠버의 어느 멋진 날 | 2014년 12월 30일                   |
| 4    | 슈퍼주니어의 어느 멋진 날  | 2014년 12월 31일                   |
| 5    | VIXX의 어느 멋진 날        | 2015년 2월 7일 ~ 2015년 3월 8일    |
| 6    | AOA의 어느 멋진 날         | 2015년 6월 13일 ~ 2015년 8월 1일   |
| 7    | 걸스데이의 어느 멋진 날    | 2015년 8월 3일 ~ 2015년 9월 21일   |
| 8    | 여자친구의 어느 멋진 날    | 2015년 11월 17일 ~ 2015년 12월 8일 |
| 9    | 세븐틴의 어느 멋진 날      | 2016년 2월 15일 ~ 2016년 4월 4일   |
| 10   | B.A.P의 어느 멋진 날       | 2016년 10월 17일 ~ 2016년 12월 5일 |
| 11   | 세븐틴의 어느 멋진 날      | 2017년 3월 31일 ~ 2017년 5월 19일  |
| 12   | 인피니트의 어느 멋진 날    | 미정                               |